# Rio Potengi
Rio Potengi är ett vattendrag i Brasilien.   Det ligger i delstaten Rio Grande do Norte, i den östra delen av landet, 1 800 km nordost om huvudstaden Brasília.
Runt Rio Potengi är det i huvudsak tätbebyggt. Runt Rio Potengi är det mycket tätbefolkat, med 4 039 invånare per kvadratkilometer.